# Fajfar
Fajfar je priimek v Sloveniji, ki je ga po podatkih Statističnega urada Republike Slovenije na dan 1. januarja 2010 uporabljalo 624 oseb in je med vsemi priimki po pogostosti uporabe uvrščen na 416. mesto.

## Znani nosilci priimka
- Damir Fajfar, dirigent
- Gregor Fajfar, fotograf
- Iztok Fajfar (*1967), elektronik, računalnikar, univ. prof. (ml. /st.?)
- Janez Fajfar (*1955), etnolog, gostinec, župan občine Bled
- Peter Fajfar (*1943), gradbenik, univ. profesor in akademik
- Peter Fajfar (*1958), metalurg in športni delavec (veslaštvo)
- Simona Fajfar, novinarka
- Tanja Fajfar (*1978), jezikoslovka, terminologinja
- Tone Fajfar (1913—1981), sindikalist, partizan prvoborec, politik in publicist
- Vinko Fajfar, kolesar